# Anita Dorris

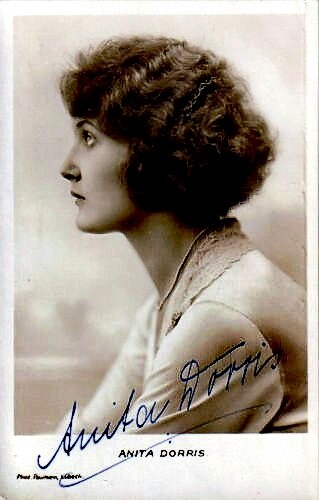
Anita Dorris vor 1922 auf einer Fotografie von Wilhelm Paulsen (Fotograf)

Anita Dorris 1928 auf einer Fotografie von Alexander Binder

Anita Dorris (* 21. Dezember 1903 in Lübeck; † 24. Dezember 1993 in Wien, eigentlich Anita Dorothea Schmidt) war eine deutsche Schauspielerin.

## Leben
Die Tochter des Druckereibesitzers Ernst Schmidt erhielt nach kurzer Ausbildung 1921 ein Engagement am Stadttheater Eger, danach in Pilsen und Franzensbad. Von 1923 bis 1925 war Anita Dorothea Schmidt in Prag verpflichtet, wo sie neben Paul Hörbiger und anderen bekannten Schauspielern dieser Zeit auf der Bühne stand.
Im Jahr 1926 erhielt sie ihre erste Filmrolle, als sie in Die Mühle von Sanssouci neben Otto Gebühr, Olga Tschechowa und Jakob Tiedtke die Müllerstochter unter ihrem neuen Künstlernamen „Anita Dorris“ spielte. Fünfzehn weitere Rollen in Stummfilmen machten sie zu einer in Deutschland bekannten und beliebten Persönlichkeit.
Im Jahr 1929 wirkte sie neben Rudolf Platte in dem allerersten deutschen Tonfilm, dem Kurzspielfilm Mein Traum wär ein Mädel, mit. Auch in der neuen Tonfilmära erhielt sie zahlreiche Angebote. Ihre vielleicht bedeutendste Filmrolle erhielt sie 1930 in der deutsch-schwedischen Produktion Mach mir die Welt zum Paradies an der Seite von Gösta Ekman.
Kurz danach, am 28. Oktober 1930 heiratete sie den Regisseur E. W. Emo und gab auf dessen Wunsch ihre Filmkarriere auf. Am 8. Juni 1936 wurde ihre Tochter Maria Emo geboren, die später ebenfalls den Beruf einer Schauspielerin wählte. Seit 1939 lebte die Familie in Wien, wo ihr Ehemann 1975 verstarb und sie selber im Alter von 90 Jahren. Sie wurde am Hietzinger Friedhof bestattet.

## Filmografie (Auswahl)
- 1926: Die Mühle von Sanssouci
- 1926: Wie bleibe ich jung und schön – Ehegeheimnisse
- 1926: Es blasen die Trompeten
- 1926: Fedora
- 1926: Wien – Berlin
- 1926: Im weißen Rößl
- 1926: Als ich wiederkam
- 1926: Liebeshandel
- 1927: Ballettmädels
- 1927: Svengali
- 1927: Bigamie
- 1927/28: Königin Luise (2 Teile)
- 1928: Ehre Deine Mutter
- 1928: Die Sache mit Schorrsiegel
- 1928: Hinter Klostermauern
- 1929: Die Dame auf der Banknote
- 1929: Eros in Ketten
- 1929: Sturm auf drei Herzen
- 1929: Mein Traum wär ein Mädel
- 1929: Das Mädel aus der Provinz
- 1930: Alimente
- 1930: Die Jugendgeliebte
- 1930: Gigolo
- 1930: Mach’ mir die Welt zum Paradies
- 1930: Nur Du
- 1930: Student sein, wenn die Veilchen blühen